# لوته اولسن
لوته اولسن (بالدنماركية: Lotte Olsen)‏ هي لاعبة كرة الريشة دنماركية، ولدت في 23 نوفمبر 1966 في Nyborg ‏ في الدنمارك.

## وصلات خارجية
- لوته اولسن على موقع BWF.tournamentsoftware.com (الإنجليزية)
- لوته اولسن على موقع BWFbadminton.com (الإنجليزية)
- لوته اولسن على موقع أوليمبيديا (الإنجليزية)